# Prémio Goldsmiths
O Prémio Goldsmiths é um prémio literário britânico fundado em 2013. É atribuído a ficção que "abra novas possibilidades para o romance". É patrocinado pela Goldsmiths, Universidade de Londres , em associação com o New Statesman e tem um valor de 10.000 libras. O prémio é limitada a autores do Reino Unido e Irlanda e os livros devem ser publicados por uma editora com sede no Reino Unido. 

## Vencedores e nomeados
Fita azul (o) = vencedor

### 2013
A lista de nomeados de 2013 foi anunciada a 1 de outubro de 2013.
- Jim Crace, Harvest (Picador)
- Lars Iyer, Exodus (Melville House)
- Eimear McBride, A Girl Is a Half-formed Thing[6][7] (Galley Beggar Press)
- David Peace, Red or Dead (Faber and Faber)
- Ali Smith, Artful (Penguin)
- Philip Terry, tapestry(Reality Street)

### 2014
A lista final de nomeados de 2014 foi anunciada a 1 de outubro de 2014. O vencedor foi anunciado no dia 13 de novembro de 2014.
- Rachel Cusk, Outline (Vintage)
- Will Eaves, The Absent Therapist (CBeditions)
- Howard Jacobson, J. (Jonathon Cape)
- Paul Kingsnorth, The Wake (Unbound Publishing)
- Zia Haider Rahman, In the Light of What We Know (Picador)
- Ali Smith, How to Be Both (Penguin)

### 2015
A lista de nomeados de 2015 foi anunciada a 1 de outubro de 2015. O vencedor foi anunciado a 11 de novembro de 2015.
- Kevin Barry, Beatlebone (Canongate)
- Richard Barba, Atos dos Assassinos (Vintage)
- Magnus Mills, O Campo do Pano de Ouro (Bloomsbury)
- Tom McCarthy, Cetim Ilha (Jonathon Cabo)
- Max Porter, o Luto é a Coisa com Penas (Faber and Faber)
- Adam Thirlwell, Dramático E Bonito (Jonathon Cabo)

### 2016
A lista de nomeados de 2016 foi anunciada a 28 de setembro de 2016. O vencedor foi anunciado em 9 de novembro de 2016.
- Rachel Cusk, Transit (Jonathan Cape)
- Eimear McBride, The Lesser Bohemians (Faber and Faber)
- Anakana Schofield, Martin John (&Other Stories)
- Sarah Ladipo Manyika, Like a Mule Bringing Ice Cream to the Sun (Cassava Republic)
- Mike McCormack, Solar Bones (Tramp Press)
- Deborah Levy, Hot Milk (Hamish Hamilton)

### 2017
A lista de nomeados de 2017 foi anunciada a 27 de setembro de 2017. A vencedora foi anunciada em 16 de novembro de 2017.
- Nicola Barker, H(A)PPY (William Heinemann)
- Sara Baume, A Line Made by Walking (William Heinemann)
- Kevin Davey, Playing Possum (Aaargh! Press)
- Jon McGregor, Reservoir 13 (Fourth Estate)
- Gwendoline Riley, First Love (Granta)
- Will Self, Phone (Viking)